# Lucas Fernández de Piedrahíta

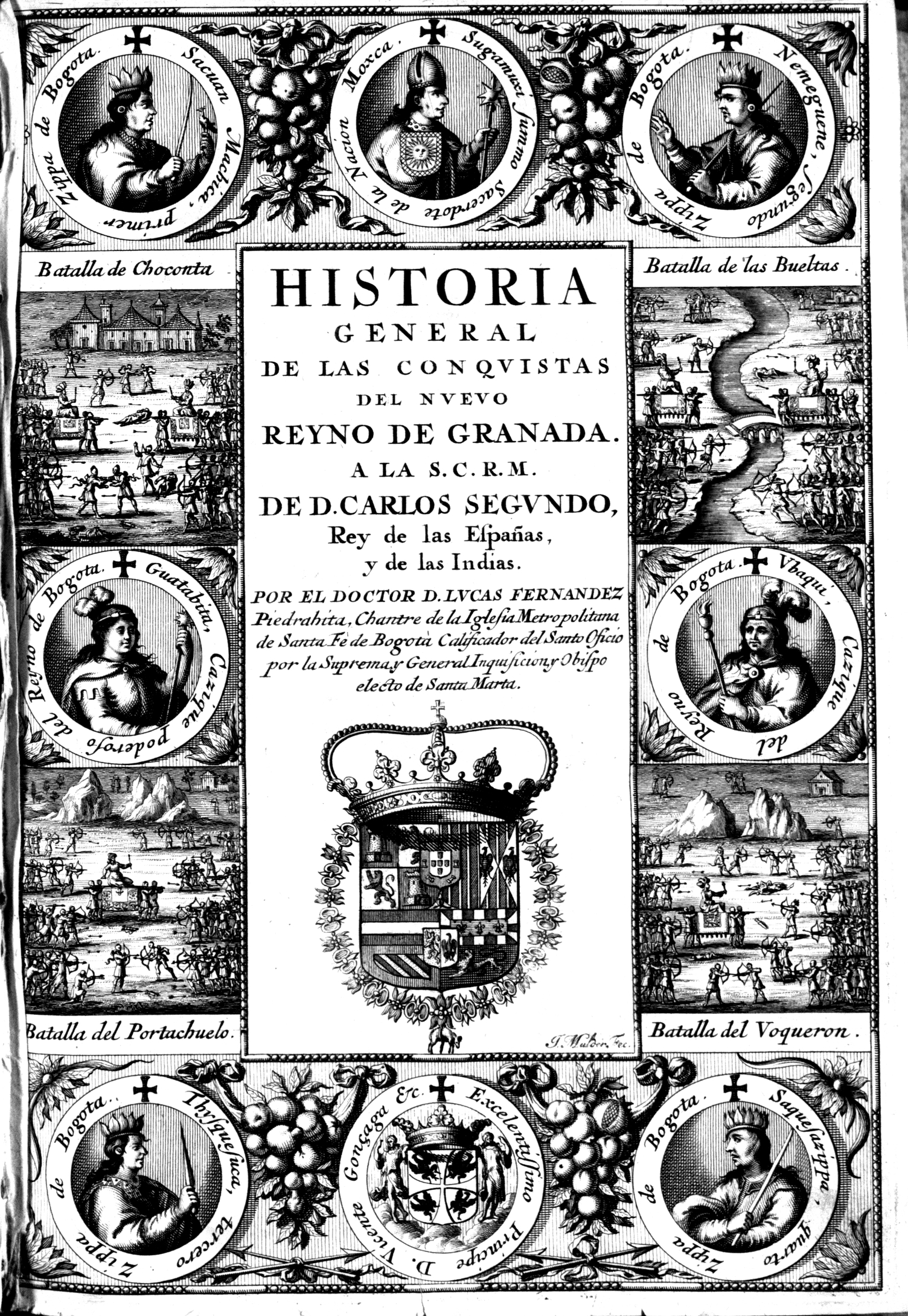
Frontis de Historia general de las conquistas del Nuevo Reyno de Granada de Lucas Fernández Piedrahíta, impreso por Juan Baptista Verdussen en Amberes, [1688]. Grabado calcográfico de Joseph Mulder.

Lucas Fernández de Piedrahíta (1624-1688) fue un obispo y escritor neogranadino que ejerció como gobernador de Panamá entre 1681 y 1682.  Fue el autor de Historia general de las conquistas del Nuevo Reino de Granada.

## Biografía
Lucas Fernández de Piedrahíta nació en Santa Fe de Bogotá (en la actual Colombia), el 6 de marzo de 1624. Hijo de Domingo Hernández de Soto y Piedrahíta y de Catalina Collantes, estudió en el Colegio jesuita de San Bartolomé, pasando posteriormente a la universidad de Santo Tomás. En su juventud escribió algunas comedias, aunque actualmente no se han podido encontrar.
Ejerció como cura en Fusagasugá y en Paipa, alcanzando luego el puesto de canónigo de la iglesia metropolitana. También llegaría a ocupar los puestos de  tesorero, maestrescuela, y provisor y gobernador del arzobispado de chantre. Aunque el nuevo arzobispo, fray Juan de Arguinao, lo designó como provisor, fue llamado a comparecer en el Consejo de Indias, acusado por varios cargos vinculados a una visita en el Reino de Castilla durante la llamada época de Cornejo. Así, viajó a España y compareció en el juicio durante, probablemente, 6 años, siendo considerado inocente. Durante el pleito escribió la Historia General de las conquistas del Nuevo Reino de Granada, consultando manuscritos de Quesada, Castellanos, Aguado y Medrano.
Más tarde, el monarca lo nombró obispo de Santa Marta como premio a sus méritos y servicios y como compensación por la acusación errónea por parte de la Corona que lo llevó a Castilla para que compareciera. En 1669 fue consagrado en Cartagena de Indias como obispo de Santa Marta. Durante su tiempo en ese obispado, visitó su diócesis y la edificación de la catedral de Santa Marta y reedificó en piedra la Catedral, debido a que la anterior estaba afectada por quemaduras de incendios. En 1676, a los 52 años, fue nombrado obispo de Panamá. Sin embargo, mientras se dirigía su nueva diócesis, fue apresado por los corsarios francés e inglés Cox y Duncan, capitanes de Henry Morgan, quienes estaban atacando Santa Marta. Debido a su pobreza manifiesta, los corsarios creyeron que los estaba engañando y lo torturaron para que les indicara el lugar en el que escondían las riquezas de la iglesia. Debido a que no consiguieron que se lo dijera, lo llevaron con ellos a la isla Providencia, donde Morgan lo liberó y le regaló un pontifical y otros adornos sagrados robados en su asalto a Panamá.
Tras su liberación, inició su viaje a Panamá. Luego de arribar, ocupó su tiempo en la enseñanza religiosa, la predicación, la organización de la diócesis y en la evangelización de los indígenas del sur de Darién. En 1681, Carlos II de España lo nombró gobernador de Panamá, cargo que ocupó hasta 1682. Murió en Panamá en 1688 con más de sesenta años, mientras se editaba su libro, el cual no llegó a ver publicado,  y fue enterrado en el Colegio de los Jesuitas de Panamá. Sin embargo, solo fue impreso su primer volumen, ya que el segundo se perdió o no llegó a escribirse. 
Sus dos primeros libros hablan del periodo prehispánico de Panamá. El tercero registra la era colonial desde la fundación de Santa Marta por Rodrigo de Bastidas, finalizando con la llegada del gobernador Andrés Díaz Venero de Leiva en 1563.